# Winter Love Story
Winter Love Story（ウィンター ラヴ ストーリー）は、JYONGRIの6thシングル。

## 概要
- 「Winter Love Story」のPVに、桜田通が出演している。
- 「Tender Touch」は、2ndアルバム『Love Forever』からのリカット。
- 「Blue Destiny」は、映画『やさしい旋律』の主題歌に起用された。

## 収録曲
全作詞･作曲: JYONGRI
1. Winter Love Story
  - 編曲: 本田優一郎
2. Tender Touch
  - 編曲: Jeeve
3. Blue Destiny
  - 編曲: MARKIE
4. Winter Love Story (Intrumental)
5. Tender Touch (Intrumental)
6. Blue Destiny (Intrumental)